# Chiropsoides
Chiropsoides is een geslacht van neteldieren uit de familie van de Chiropsalmidae.

## Soort
- Chiropsoides buitendijki (van der Horst, 1907)